# Хамлин (Њујорк)
Хамлин (енгл. Hamlin) насељено је место без административног статуса у америчкој савезној држави Њујорк.

## Демографија
По попису из 2010. године број становника је 5.521.
| Група             | 2000.    | 2010.         |
| Белци             | 0 (0,0%) | 5.141 (93,1%) |
| Афроамериканци    | 0 (0,0%) | 69 (1,2%)     |
| Азијати           | 0 (0,0%) | 24 (0,4%)     |
| Хиспаноамериканци | 0 (0,0%) | 174 (3,2%)    |
| Укупно            | 0        | 5.521         |